# Kraslice
Kraslice (en allemand : Graslitz) est une ville du district de Sokolov, dans la région de Karlovy Vary, en Tchéquie. Sa population s'élevait à 6 432 habitants en 2025.

## Géographie
Karlice se trouve près de la frontière allemande, à 20 km au nord-ouest de Sokolov, à 28 km au nord-ouest de Karlovy Vary et à 140 km à l'ouest-nord-ouest de Prague.

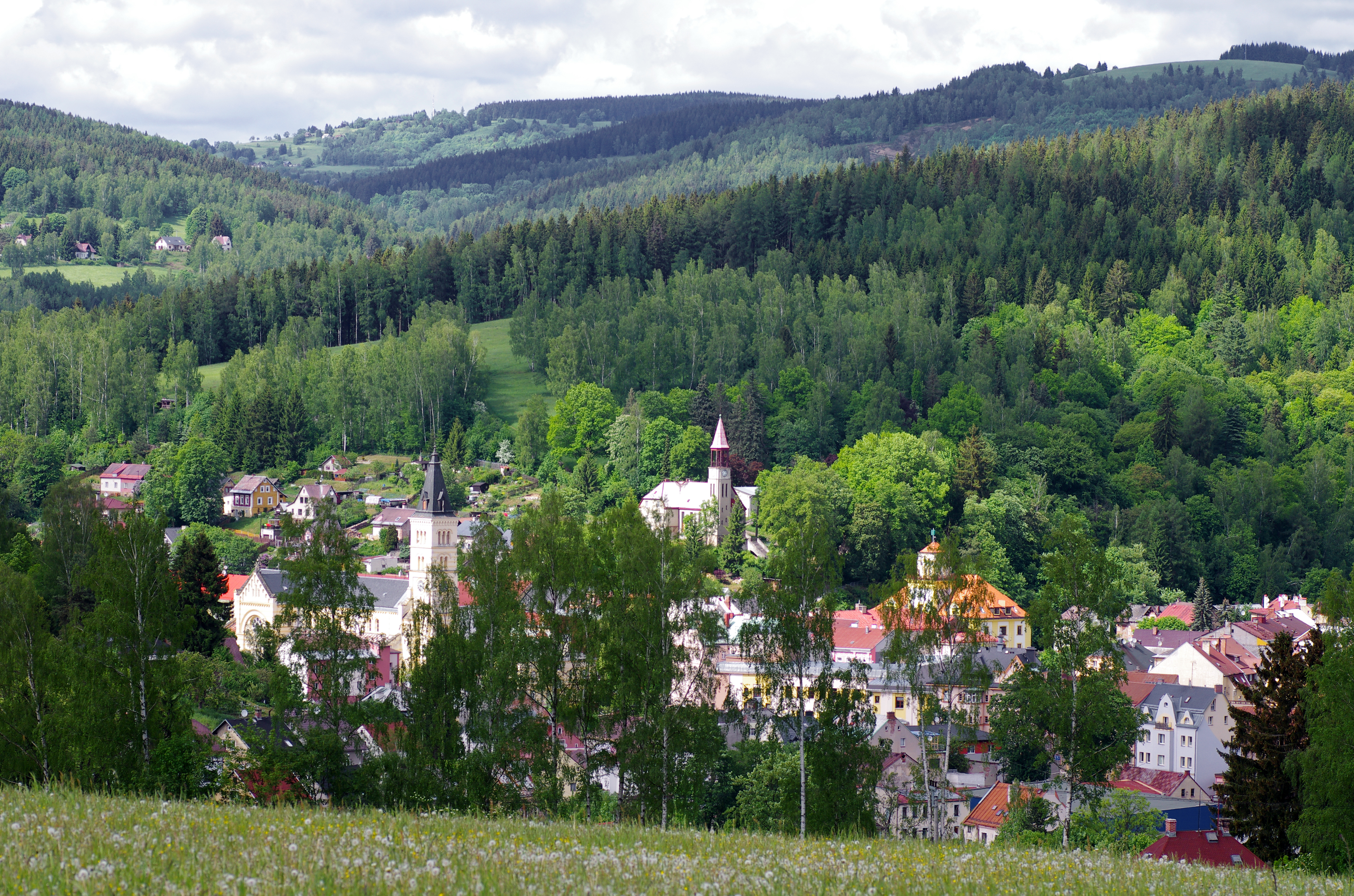
Kraslice : vue générale.

La commune est limitée par l'Allemagne à l'ouest et au nord-ouest, par Bublava au nord, par Stříbrná et Rotava à l'est, et par Oloví, Krajková et Luby à l'ouest.

## Histoire
La région fut colonisée par des moines allemands de l'abbaye cistercienne de Waldsassen aux XIIe et XIIIe siècles. Au milieu du XIIIe siècle, un château y fut construit et des villages apparurent alentour. La première mention écrite de Kraslice date de 1272, lorsque le roi Ottokar II de Bohême en fit don à Jindřich l'Ancien de Plauen. Sous le règne des seigneurs de Plauen au XIVe siècle, l'exploitation des mines d'étain, de plomb et d'argent se développa dans la région, et Kraslice connut alors une période de prospérité. En 1370, Charles IV l'éleva au rang de ville royale.
Au début du XVe siècle, Kraslice devint le siège des chevaliers brigands et, en 1412, la ville fut pillée par l'armée qui devait débarrasser la région des brigands. La ville ne se rétablit qu'en 1527, lorsqu'elle fut rachetée par Jeroným Schlick, qui en fit une ville minière libre. L'exploitation du minerai dans les environs de Kraslice déclina au XVIIe siècle. De 1666 à 1848, la ville fut la propriété de la famille Nostic. L'exploitation minière fut remplacée par l'artisanat, l'industrie textile et la fabrication d'instruments de musique et de jouets. En 1886, le chemin de fer arriva à Kraslice.
Jusqu'en 1918, la ville faisait partie de l'empire d'Autriche, puis d'Autriche-Hongrie (Cisleithanie après le compromis de 1867), chef-lieu du district de Graslitz, l'un des 94 Bezirkshauptmannschaften en Bohême.

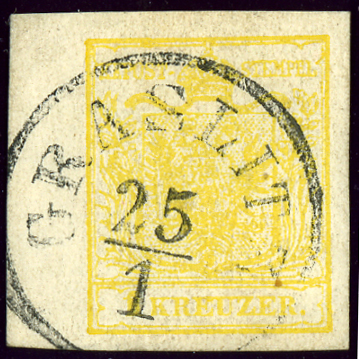
Timbre autrichien des années 1850, oblitéré « Graslitz ».

En octobre 1938, la ville, qui est très majoritairement peuplée par des Allemands des Sudètes, est annexée par l'Allemagne nazie, conformément aux accords de Munich en ce qui concerne la région des Sudètes. En réaction, à la suite des décrets Beneš de 1945, la population germanophone de la ville doit s'exiler laissant la place aux Tchèques, qui l'appellent désormais exclusivement Kraslice.

## Économie
L'économie de Kraslice a longtemps été dominée par le fabricant d'instruments de musique Amati. L'entreprise a été nationalisée en 1948 et privatisée en 1993 sous le nom d'Amati Denak. Elle fabrique principalement des instruments à vent en bois et en cuivre (saxophones, clarinettes, flûtes et bassons, trompettes, cors, trombones et tubas). À la fin des années 2010, elle employait 500 personnes et se classait parmi les trois plus grands fabricants d'instruments de musique en Europe. Mais en 2020, elle a déposé son bilan. Alors que l'entreprise comptait environ 1 800 salariés dans les années 1980, ils n'étaient plus que 85 à Kraslice début 2023.

## Transports
Par la route, Kraslice se trouve à 5 km de Klingenthal, à 23,5 km de Sokolov, à 36 km de Karlovy Vary et à 163 km de Prague.